# Falkenstein (Thüringen)

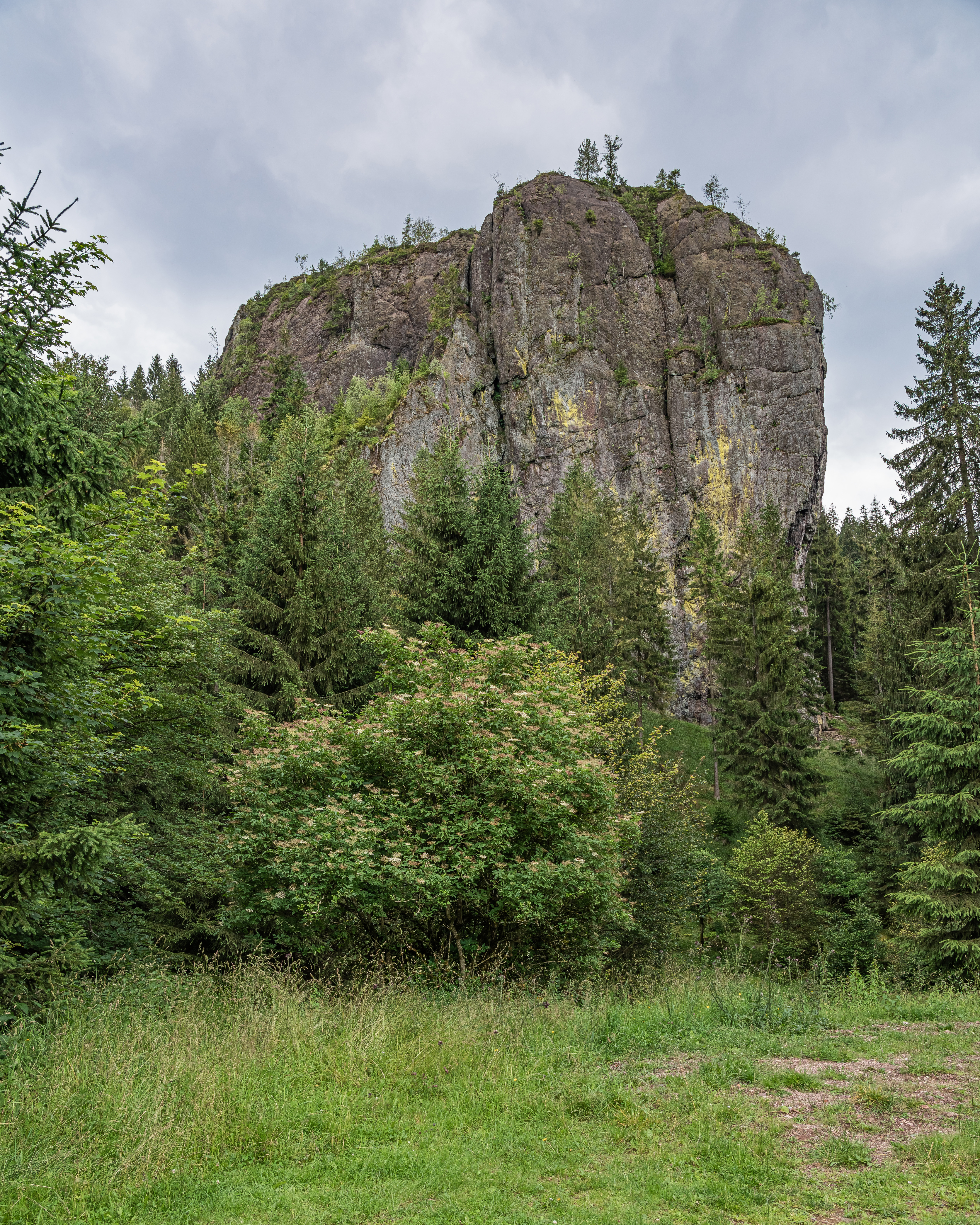
Falkenstein im Thüringer Wald

Der Falkenstein liegt südöstlich der Kleinstadt Tambach-Dietharz im Schmalwassergrund und ist das bedeutendste Felsgebilde im Thüringer Wald. Er besteht aus Porphyr (Quarzporphyr und Porphyrit). Seine Talseite ist 96 Meter hoch. Durch seine Hanglage (die Bergseite hat eine Höhe von ca. 25 Metern) fällt er trotzdem erst auf, wenn man fast direkt davor steht. Durch seine Höhenlage in der Nähe des Rennsteigs ist das Klima zudem sehr montan. Im Jahr 1852 wurde er durch den Tambacher Glasmacher Jacob Zimmermann erstmals bestiegen. Mittlerweile gibt es viele Kletterwege mit unterschiedlichen Schwierigkeitsgraden. Am besten erreicht man ihn über eine für Kraftfahrzeuge gesperrte Fahrstraße im Schmalwassergrund entlang der Talsperre Schmalwasser, von Tambach-Dietharz mit dem Fahrrad oder zu Fuß (ca. 10 km). Am Fuße des Falkensteins befindet sich eine Bergwachthütte.